# Kaoh Chouram
Kaoh Chouram es una comuna (khum) del distrito de Khsach Kandal, en la provincia de Kandal, Camboya. En marzo de 2008 tenía una población estimada de 4482 habitantes.
Se encuentra ubicada al sur del país, en la llanura central camboyana, a escasa distancia del río Mekong, de Nom Pen —la capital del país— y de la frontera con Vietnam.